# (4058) Cecilgreen
(4058) Cecilgreen est un astéroïde de la ceinture principale, découvert le 4 mai 1986 par l'américain Edward Bowell dans la ville de Flagstaff.

## Compléments